# Petaluroidea
Petaluroidea – nadrodzina owadów z rzędu ważek, podrzędu Epiprocta i infrarzędu ważek różnoskrzydłych.

## Morfologia
Ważki te mają skrzydła z wydłużonymi pterostygmami, odsiebnie od których leżą w przestrzeniach za nodusem liczne komórki. Żyłka wspierająca pterostygmy przesunięta jest tak, że leży w połowie odległości między nodusem a szczytem skrzydła. Pierwsza żyłka interradialna jest dobrze wyodrębniona i dość długa. Przestrzeń między pierwszą a drugą gałęzią żyłki radialnej tylnej jest silnie rozszerzona i zawiera znacznie więcej niż 8–9 szeregów komórek, aczkolwiek cecha ta wtórnie zanika u rodzaju Tanypteryx. Z wyjątkiem Tanypterygini w przednim skrzydle żyłka radialna tylna 3/4 jest falista, a pole pomiędzy nią a żyłką medialną silnie się rozszerza przy tylnej krawędzi skrzydła i zawiera tam powyżej trzech szeregów komórek. Autapomorfią Petaluroidea jest wyraźnie skrócona żyłka medialna tylna tylnego skrzydła, kończąca się na jego krawędzi tylnej na wysokości nodusa, a nawet nieco przed tą wysokością. Podobnie jak u innych Petalurida trójkąty dyskoidalne w obu parach skrzydeł wykształcone są odmiennie – ten w skrzydle przednim jest co najmniej trochę bardziej poprzeczny. Wiąże się to z rozrostem żyłki pseudoanalnej przedniego skrzydła i poszerzeniem jego trójkąta subdyskoidalnego. Uzbrojenie goleni środkowej i tylnej pary odnóży wykazuje dymorfizm płciowy. Odwłok u samic jest szeroki, gruby.

## Taksonomia
Takson rangi rodzinowej od rodzaju Petalura utworzył po raz pierwszy w 1903 roku James George Needham jako podrodzinę. Nadrodzina Petaluroidea wprowadzona została natomiast do systematyki w 1982 roku przez Franka Louisa Carlego. Redefiniowali ją kolejno H.K. Pfau w 1991 roku i Günter Bechly w 1996 roku. Współcześnie umieszcza się ją wraz z Cretapetaluridae w kladzie Petalurodea w obrębie Petalurida. Dzieli się ją na dwie rodziny i cztery podrodziny:
- †Aktassiidae
  - †Pseudocymatophlebiinae
  - †Aktassiinae
- Petaluridae
  - Tachopteryginae
    - Tanypterygini
    - Tachopterygini

  - Petalurinae

Współczesne Petaluroidea są grupą mało zróżnicowaną morfologicznie i gatunkowo, obejmując 10 gatunków zgrupowanych w 5 rodzajach. Większą różnorodność wykazywały w mezozoiku, kiedy to występowały na całym świecie. Ich skamieniałości znane są z okresów jury i kredy, z terenów Europy, Azji i Ameryki Południowej.